# Galàxia més brillant del cúmul

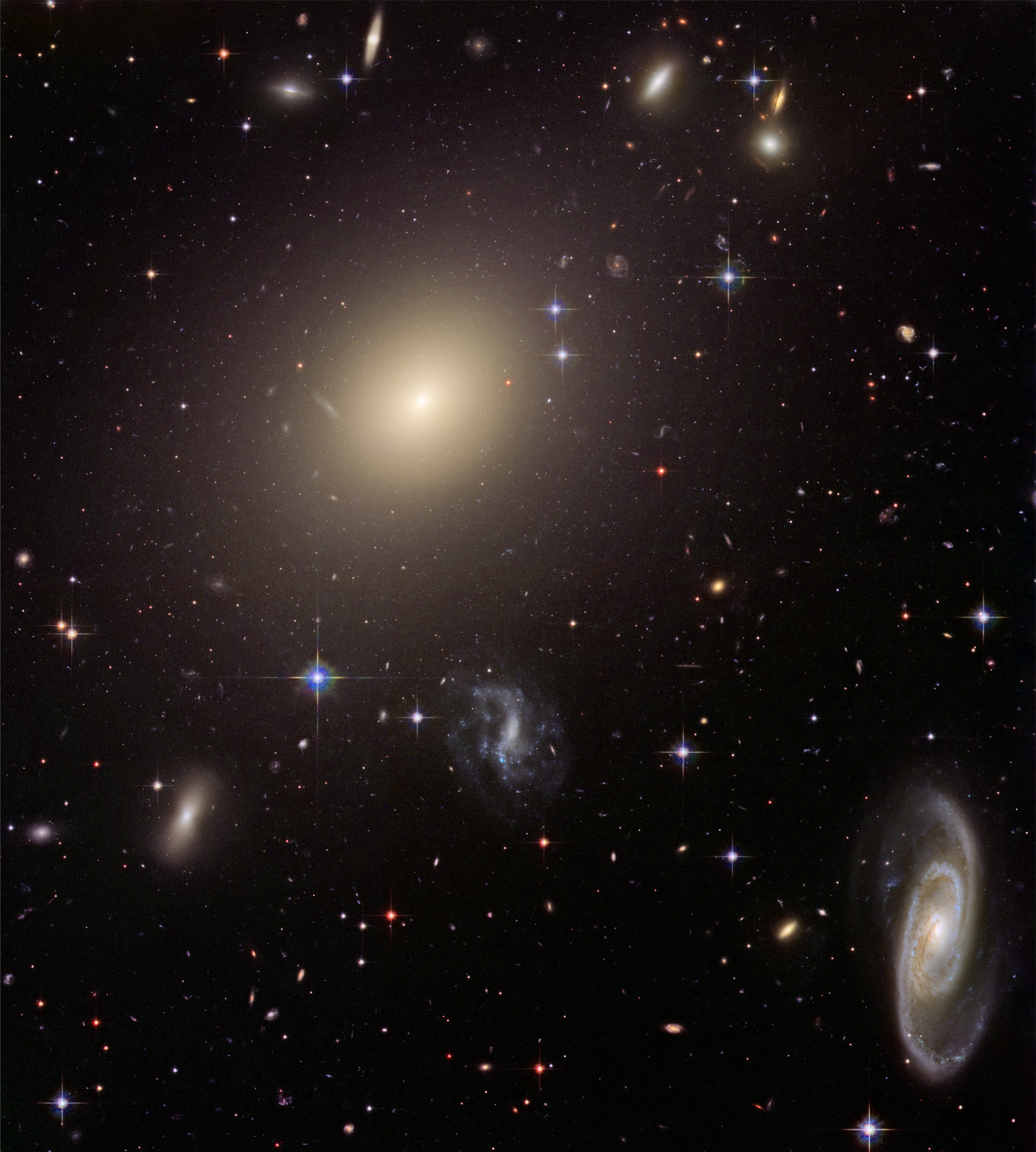
El cúmul Abell S0740 en una imatge presa pel Telescopi Espacial Hubble, situat a 450 milions d'anys llum en la direccióa de la constel·lació del Centaure. La galàxia el·líptica geganta ESO 325-G004, amb una massa de 100.000 milions de vegades la del nostre Sol domina el seu centre.

Es defineix galàxia més brillant de cúmul (GBC) com la galàxia més brillant d'un cúmul de galàxies. En general solen ser galàxies el·líptiques situades a prop o al centre dinàmic o geomètric del cúmul (és a dir, en el seu fons de potencial), i la seva posició sol coincidir amb el punt on l'emissió de rajos X del cúmul és major.
La seva gran lluentor, unit a la seva poca variació en magnitud absoluta d'una a una altra, les fa excel·lents per determinar les distàncies en l'Univers.
Els escenaris per a la seva formació inclouen:
- Fluxos de refredament (Cooling flows en anglès), això és formació estel·lar causada per refredament del gas intergalàctic calent present en els cúmuls de galàxies i la seva acumulació a certes zones del cúmul. Diversos estudis posen aquesta teoria en dubte; no obstant això, uns altres mostren que aquest escenari sembla el responsable de la formació estel·lar que s'hi pot apreciar en certes GBCs[1][2][3]

- Canibalisme galàctic, quan les galàxies cauen cap al centre del cúmul a causa de la fricció dinàmica amb unes altres i perden estels i gas per interaccions amb altres galàxies.[4]

- Fusions entre galàxies, produïdes de manera ràpida durant el col·lapse gravitatori del cúmul.[5] En l'actualitat, aquest és considerat el més plausible.[6][7]

Les GBCs estan dividides entre diversos tipus, que inclouen galàxies el·líptiques gegantes i galàxies D i cD. Aquestes dues últimes estan formades per un gran halo difús que envolta un nucli similar a una galàxia el·líptica normal.
M87, en el Cúmul de la Verge, i NGC 1399 en el Cúmul del Forn són dos excel·lents exemples d'aquesta classe de galàxies.